# دال دامینیشن
دال دامینیشن یا سلطه عروسک (به انگلیسی: Doll Domination) دومین آلبوم استودیویی گروه دخترانه آمریکایی، پوسی‌کت دالز است که در ۱۹ سپتامبر ۲۰۰۸ توسط اینترسکوپ رکوردز منتشر شد. این آلبوم قبل از خارج شدن عضو طولانی مدت گروه، کارمیت بخار تهیه‌شد و شامل همکاری با هنرمندانی همچون اسنوپ داگ، میسی الیوت و آر. کلی است.

## فهرست ترانه

### انتشار رسمی
| شماره      | نام                                                    | مدت   |
| ---------- | ------------------------------------------------------ | ----- |
| ۱.         | «وقتی که بزرگ شدم»                                     | ۴:۰۵  |
| ۲.         | «شیشه پاپ» (با همراهی اسنوپ داگ)                       | ۳:۳۰  |
| ۳.         | «واچا در مورد آن فکر می‌کنم» (با همراهی میسی الیوت)     | ۳:۴۸  |
| ۴.         | «از این قسمت متنفرم»                                   | ۳:۳۹  |
| ۵.         | «گرفتن در سراسر جهان»                                  | ۳:۳۵  |
| ۶.         | «خارج از این باشگاه» (با همراهی آر. کلی و پولو دا دون) | ۴:۰۸  |
| ۷.         | «چه کسی تو را دوست دارد»                               | ۴:۰۰  |
| ۸.         | «خوشبختانه هرگز پس از آن»                              | ۴:۴۹  |
| ۹.         | «شعبده بازی»                                           | ۳:۴۱  |
| ۱۰.        | «هاله»                                                 | ۵:۲۴  |
| ۱۱.        | «به صورت حضوری»                                        | ۳:۳۶  |
| ۱۲.        | «آسانسور»                                              | ۳:۴۱  |
| ۱۳.        | «هاش هاش؛ هاش هاش»                                     | ۳:۴۸  |
| ۱۴.        | «راهی را که مرا دوست داری»                             | ۳:۲۱  |
| ۱۵.        | «چه‌چارپایی»                                            | ۴:۱۹  |
| ۱۶.        | «من تمام شدم»                                          | ۳:۱۸  |
| مجموع مدت: | مجموع مدت:                                             | ۶۲:۴۰ |